# Богаевский, Леонид Григорьевич
Леонид Григорьевич Богаевский (1858—1911) — русский химик и технолог, профессор Санкт-Петербургского технологического института, действительный статский советник.

## Биография
Происходил из дворян Харьковской губернии. Родился 22 мая (3 июня) 1858 года в родовом имении в Харьковской губернии.
В 1875 году, по окончании Петровской полтавской гимназии поступил в Михайловское артиллерийское училище, откуда через три месяца перешёл вольноопределяющимся в 5-ю артиллерийскую бригаду, а потом в 15-ю конно-артиллерийскую батарею; 9 января 1877 года был произведён в прапорщики. Принимал участие в турецкой кампании 1877—1878 гг. (воспоминания о войне напечатал в «Военном Сборнике» за 1903 г., №№ 9—12). В 1879 году был переведён в 17-ю конно-артиллерийскую батарею и в этом же году уволен в отставку, по домашним обстоятельствам. Поступил в Санкт-Петербургский практический технологический институт, который окончил в 1885 году со званием инженера-технолога. Поступил на службу в качестве заведующего химическим заводом Товарищества Соколовской мануфактуры, где разработал способ приготовления ализаринового масла путем непосредственного действия серной кислоты на клещевинное семя, ввёл совершенно новую систему аппаратов для приготовления ализаринового масла. Богаевский слушал лекции в Берлинском политехникуме, занимался в Ecole de Chimie в Мюльгаузене (Эльзас).
С 1 сентября 1887 года преподавал в Петербургском технологическом институте в качестве адъюнкт-профессора; с 1899 года — профессор института. Некоторое время он преподавал химию в Николаевском кавалерийском училище и на курсах Лесгафта (в 1902 году исполнял обязанности директора этих курсов).
Наряду с преподавательской деятельностью осуществлял и техническую: устроил в Санкт-Петербурге маслобойный завод; по его проекту построены свечные заводы в Санкт-Петербурге, Самаре и Тамбове; на Петербургском епархиальном заводе, впервые в России, ввёл химическое беление воска, употребление плетёной светильни и гидравлический пресс своей системы для обвощенных продуктов.
За боевые отличия во время турецкой войны был награждён орденом Св. Анны 4-й степени «за храбрость». На гражданской службе получил ордена: Св. Станислава 1-й, 2-й и 3-й степеней, Св. Владимира 3-й и 4-й степеней, Св. Анны 2-й степени; имел медали: В память русско-турецкой войны 1877—1878 гг. и медаль в память царствования Императора Александра III. Действительный статский советник с 1 января 1901 года.
Умер в Санкт-Петербурге 13 (26) марта 1911 года; в метрической книге был указан его возраст — 54 года. Похоронен на Литераторских мостках.
Был женат два раза. У него было 3 сына и 2 дочери.

## Семья
В числе публикаций Л. Г. Богаевского:
- «Записка о гумми, камеди, красках и красильных веществах» (СПб., 1889)
- «О непрерывности газообразного и жидкого состояний» («Записки Санкт-Петербургского технологического института», 1896)
- «О действии серной кислоты на триглицерид рициноловой кислоты»; «О законе изменения разности теплоёмкостей»; «Об уравнениях для выражения упругости насыщенных паров» — в «Журнале Русского физико-химического общества» за 1896—1897 гг.
- «Об отступлении от закона Бойля-Мариотта» (закон параболы); «Об особом состоянии вещества»; «О законе соответствующих состояний» — в «Мемуарах Императорской академии наук» за 1897 г.
- «К вопросу о высшем техническом образовании» («Записки Императорского русского технического общества» за 1898 г.